# Crépy-en-Valois
Crépy-en-Valois je město v severovýchodní části metropolitní oblasti Paříže ve Francii v departmentu Oise a regionu Hauts-de-France. Má 14 000 obyvatel. Od centra Paříže je vzdálené 57,8 km.